# Библиотека Кьопрюлю
Библиотека Кьопрюлю (на турски: Köprülü Kütüphanesi) е първата частна библиотека на Османската империя, създадена от семейство Кьопрюлю.
Съграждането на библиотеката е дело на великите везири Кьопрюлю Мехмед паша и Фазъл Ахмед паша по време на управлението на султан Мехмед IV. Строителството се ръководи от главния архитект Касъм ага и продължава от 1659 до 1667 г. Сградата на библиотеката Кьопрюлю е изградена от камъни и тухли, а в двора ѝ е разположена малка градина и е заобиколена от три страни с улици. Куполният покрив е разположен върху осмоъгълен „барабан“.
За организацията на книгохранилището е създаден специален вакъф. Първоначално е имала двама библиотекари, книговодител и вратар. Книгите са събирани от частни къщи в Истанбул и от провинциите на империята. Броят на дарените книги от семейство Кьопрюлю е най-голям - повече от хиляда книги и 2775 ръкописа на османотурски, арабски и персийски език, както и 1,5 хиляди печатни произведения. 